# Dantcha (Niamey)
Dantcha ist ein Weiler im Arrondissement Niamey V der Stadt Niamey in Niger in Westafrika.

## Geographie
Der Weiler befindet sich am südöstlichen Rand des ländlichen Gebiets von Niamey V. Zu den umliegenden Siedlungen in Niamey V zählen das Dorf Timéré im Norden, das Dorf Gorou Kirey im Osten und der Weiler Langayé im Westen. Südöstlich von Dantcha liegt die Landgemeinde Youri.
Beim Weiler verläuft das acht Kilometer lange Trockental Gorou Kirey, das hinter dem gleichnamigen Dorf Gorou Kirey in den Fluss Niger mündet.

## Bevölkerung
Bei der Volkszählung 2012 hatte Dantcha 114 Einwohner, die in 14 Haushalten lebten.